# Brussels Cycling Classic 2017
La 97.ª edición de la clásica ciclista Brussels Cycling Classic fue una carrera en Bélgica que se celebró el 2 de septiembre de 2017 sobre un recorrido de 201,3 kilómetros con inicio y final en la ciudad de Bruselas.
La carrera fue parte del UCI Europe Tour 2017, dentro de la categoría 1.HC.
La carrera fue ganada por el corredor francés Arnaud Démare del equipo FDJ, en segundo lugar Marko Kump (CCC Sprandi Polkowice) y en tercer lugar André Greipel (Lotto Soudal).

## Equipos participantes
Tomaron parte en la carrera 23 equipos: 9 de categoría UCI WorldTeam; 13 de categoría Profesional Continental; 1 de categoría Continental. Formando así un pelotón de 165 ciclistas de los que acabaron 129. Los equipos participantes fueron:
| WorldTeams (9)- Quick-Step Floors - AG2R La Mondiale - FDJ - Lotto-Soudal - Astana - Bora-Hansgrohe - Team Sunweb - UAE Team Emirates - Trek-Segafredo Equipos continentales profesionales (13)- Cofidis, Solutions Crédits - Delko Marseille Provence KTM - Wanty-Groupe Gobert - CCC Sprandi Polkowice - Direct Énergie - Fortuneo-Oscaro - Gazprom-RusVelo - Nippo-Vini Fantini - Roompot-Nederlandse Loterij - Sport Vlaanderen-Baloise - Verandas Willems-Crelan - WB-Veranclassic-Aqua Protect - Wilier Triestina-Selle Italia Equipo continental- Cibel-Cebon |
| |

## Clasificación final
- Las clasificaciones finalizaron de la siguiente forma:[4]

| \| Clasificación general \| Clasificación general \| Clasificación general \| Clasificación general \| Clasificación general \| \| Ciclista \| Ciclista \| Equipo \| Tiempo \| \| \| --------------------- \| --------------------- \| ----------------------------- \| --------------------- \| --------------------- \| \| 1.º \| Arnaud Démare \| FDJ \| 4 h 39 min 47 s \| \| \| 2.º \| Marko Kump \| UAE Team Emirates \| + 0 s \| \| \| 3.º \| André Greipel \| Lotto-Soudal \| + 0 s \| \| \| 4.º \| Kenny Dehaes \| Wanty-Groupe Gobert \| + 0 s \| \| \| 5.º \| Jasper Stuyven \| Trek-Segafredo \| + 0 s \| \| \| 6.º \| Jasper De Buyst \| Lotto-Soudal \| + 0 s \| \| \| 7.º \| Riccardo Minali \| Astana \| + 0 s \| \| \| 8.º \| Marco Canola \| Nippo-Vini Fantini \| + 0 s \| \| \| 9.º \| Manuel Belletti \| Wilier Triestina-Selle Italia \| + 0 s \| \| \| 10.º \| Davide Martinelli \| Quick-Step Floors \| + 0 s \| \| |                   |                               |                 |
| |                   |                               |                 |
| Fuente: ProCyclingStats |                   |                               |                 |
| Clasificación general |                   |                               |                 |
| Ciclista | Ciclista          | Equipo                        | Tiempo          |
| 1.º | Arnaud Démare     | FDJ                           | 4 h 39 min 47 s |
| 2.º | Marko Kump        | UAE Team Emirates             | + 0 s           |
| 3.º | André Greipel     | Lotto-Soudal                  | + 0 s           |
| 4.º | Kenny Dehaes      | Wanty-Groupe Gobert           | + 0 s           |
| 5.º | Jasper Stuyven    | Trek-Segafredo                | + 0 s           |
| 6.º | Jasper De Buyst   | Lotto-Soudal                  | + 0 s           |
| 7.º | Riccardo Minali   | Astana                        | + 0 s           |
| 8.º | Marco Canola      | Nippo-Vini Fantini            | + 0 s           |
| 9.º | Manuel Belletti   | Wilier Triestina-Selle Italia | + 0 s           |
| 10.º | Davide Martinelli | Quick-Step Floors             | + 0 s           |

## UCI World Ranking
La Brussels Cycling Classic otorga puntos para el UCI Europe Tour 2017 y el UCI World Ranking, este último para corredores de los equipos en las categorías UCI WorldTeam, Profesional Continental y Equipos Continentales. Las siguientes tablas muestran el baremo de puntuación y los 10 corredores que obtuvieron más puntos:
| Posición              | 1.ª | 2.ª | 3.ª | 4.ª | 5.ª | 6.ª | 7.ª | 8.ª | 9.ª | 10.ª |
| Clasificación general | 200 | 150 | 125 | 100 | 85  | 70  | 60  | 50  | 40  | 35   |

| 1.º  | Arnaud Démare     | FDJ                           | 200 |
| 2.º  | Marko Kump        | UAE Emirates                  | 150 |
| 3.º  | André Greipel     | Lotto Soudal                  | 125 |
| 4.º  | Kenny Dehaes      | Wanty-Groupe Gobert           | 100 |
| 5.º  | Jasper Stuyven    | Trek-Segafredo                | 85  |
| 6.º  | Jasper De Buyst   | Lotto Soudal                  | 70  |
| 7.º  | Riccardo Minali   | Astana                        | 60  |
| 8.º  | Marco Canola      | Nippo-Vini Fantini            | 50  |
| 9.º  | Manuel Belletti   | Wilier Triestina-Selle Italia | 40  |
| 10.º | Davide Martinelli | Quick-Step Floors             | 35  |